# Zachlumie
Pour les articles homonymes, voir Hum.
La Zachlumie, Zahumlje ou Zachoulmie, connue également comme la Terre de Hum, Chelm et de Chelmia, était une principauté slave médiévale située principalement en Herzégovine, qui fait aujourd’hui partie de la Bosnie-Herzégovine, et en Dalmatie méridionale, aujourd’hui en Croatie. Selon les périodes, cette principauté était indépendante ou semi-indépendante, mais elle fut intégrée, pour des périodes temporaires ou plus longues, à divers États et empires, dont l’Empire byzantin, le royaume de Serbie, le  royaume de Croatie, le royaume de Hongrie et le royaume de Bosnie, avant d'être incorporée à l'Empire ottoman.

## Histoire

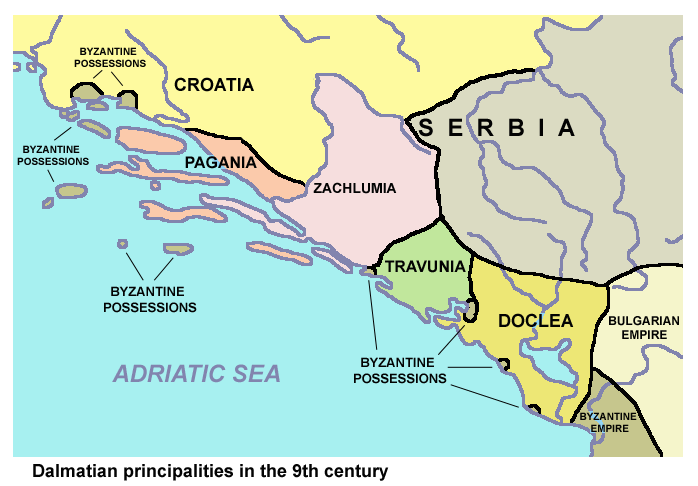
Principautés dalmatiennes au IXe siècle, version croate

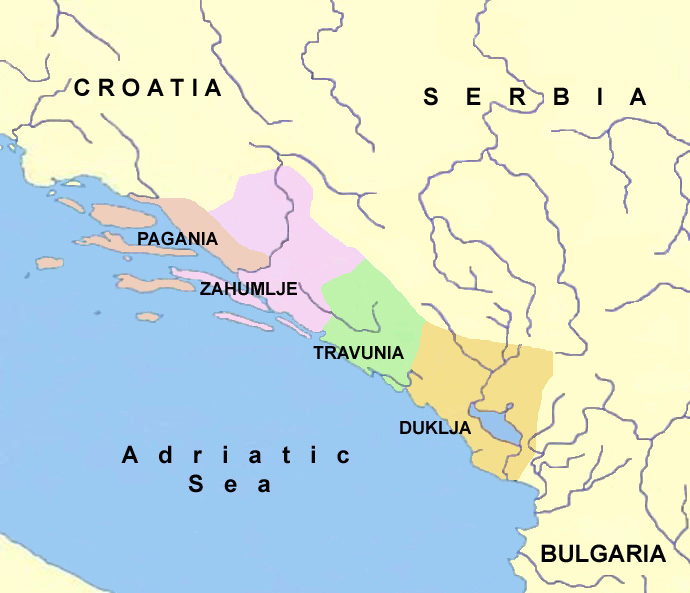
Principautés dalmatiennes au IXe siècle, version serbe

Le livre De administrando Imperio du Xe siècle principale référence du monde slave, écrit par l'Empereur byzantin Constantin VII Porphyrogénète, mentionne la terre des Zachlumoi ou Zahumlje comme une des terres données aux Serbes.
De Administrando Imperio énonce :
« Ce territoire de Zachloumie dépendait de l’empereur des Romains, mais quand ce territoire et sa population furent soumis par les Avars, il devint totalement déserté. Ceux qui y vivent de nos jours, les Zachloumiens, sont des Serbes de l’époque où leur prince réclama la protection de l’empereur Héraclius. On les appelait Zachloumiens à partir d’un soi-disant mont Chlumos,et de fait, dans la langue slave, « zachlumi » veut dire « derrière la montagne », car dans ce territoire se trouve une haute montagne avec deux cités à son sommet, Bona et Hlum, et derrière la montagne coule une rivière nommée Buna, ce qui signifie « bonne ». »

François Dvornik, spécialiste des histoires byzantine et slave, estime qu’au VIIe siècle, Zachlumie faisait partie de la Croatie. Toutefois, il considère que la dynastie de Zachlumie n’était ni croate ni serbe.
Durant le IXe siècle, les tribus slaves locales de Zachlumie, Travunia et Konavle se trouvaient sous la domination byzantine.

Au Xe siècle, Michel de Zachlumie (Mihajlo Višević) émergea comme un souverain slave semi-indépendant, voire pleinement indépendant, de Zachlumie. À cette époque, le territoire partageait des frontières avec la Serbie et le royaume de Croatie, mais entretenait une alliance avec la Bulgarie. Bien que Michel reconnaisse officiellement l’autorité de Byzance, Zachlumie fonctionnait en réalité comme un territoire autonome. Vers la fin des années 990, le tsar bulgare Samuel étendit son contrôle sur une grande partie des Balkans, incluant Zachlumie.

Pendant le XIe siècle, Byzance, qui exerçait son contrôle sur la région, s’appuyait sur l’élite locale pour administrer la politique, tout en maintenant leur vassalité sous la supervision de fonctionnaires byzantins. Ljutovid de Zachlumie, chef slave indépendant, porta le titre de «knez» au milieu du XIe siècle en tant que vassal de l'Empire byzantin. Reprise par Vojislav de Dioclée, Zachlumie conserva sa noblesse et ses institutions locales sous Constantin Bodin , avant d’être intégrée à la Rascie.

Le župan Zavida gouverné  brièvement Zachlumie avant d’être exilé en Dioclée en 1113 à la suite d’un conflit familial. Entre 1149 et 1153. les princes  Desa  et Uroš II Primslav régnaient conjointement sur Zachlumie et la Rascie. Vers 1150, l’empereur byzantin Manuel Ier Comnène, mécontent du roi de Dioclée, redistribua les terres de la région, et Stefan Nemanja obtint Zachlumie (Hum), qu’il transmit à son frère Miroslav en 1168. Miroslav, prince orthodoxe de Hum, épousa la sœur de Kulin (ban) de Bosnie, et tous deux gouvernèrent des populations catholiques et orthodoxes,. Le banat de Bosnie et Zachlumie (Hum) se retrouvèrent pris dans un affrontement entre le Royaume de Hongrie et l'Empire byzantin, avec les catholiques soutenant les Hongrois et les orthodoxes les Byzantins. Le soutien à l'hérésie grandissante semblait être la meilleure solution pour Kulin et Miroslav. Miroslav refusa de reconnaître la suzeraineté hongroise et s’opposa à l’archevêque latin de Split, en soutenant les hérétiques locaux. Malgré les pressions du pape Alexandre III et du roi hongrois Béla III, il conserva son autorité. Entre 1190 et 1192, Hum passa brièvement sous le contrôle de Rastko Nemanjić avant que Miroslav ne reprenne le pouvoir. En mars 1198, André II le Hiérosolomitain de Hongrie devint prince de Dalmatie, de Croatie et de Hum. Miroslav mourut l’année suivante, et sa femme partit en exil.

Au début du XIIIe siècle, les régions de Zachlumie (Hum) , sous la juridiction de l'Église romaine, passèrent sous celle de l'Église orthodoxe avec la nomination d’Hilarion comme évêque. Soutenu par Stefan Ier Nemanjić, Andrija Mirosavljević, fils de Miroslav, fut désigné pour gouverner Hum. Son fils Radoslav lui succéda et prit le contrôle de la région en 1249. Engagé dans une guerre contre a république de Raguse, Radoslav apporta son soutien au roi serbe Stefan Uroš Ier tout en restant vassal du Royaume de Hongrie. Cependant, à partir de 1254, il perdit Hum, qui fut absorbée par la Serbie dans le cadre des efforts de centralisation menés par Stefan Uroš Ier. Le 1284, les terres de Hum furent contrôlées par le roi  Milutin Nemanjić.

L'État de Bosnie au Moyen Âge

À partir de 1299, Paul Ier Šubić régna de manière indépendante en tant que ban de Bosnie, de Croatie, de Dalmatie et de Hum. En 1312, il nomma son fils aîné, Mladen II Šubić, seigneur de Hum. Entre 1322 et 1326, la région fut envahie par la famille Kotromanić. En 1326, le Ban  Stjepan II Kotromanić annexa Hum à la Bosnie , tirant parti des conflits entre les dirigeants croates et des luttes dynastiques en Serbie après la mort du roi Milutin,.
Dès lors, Zachlumie (Hum) fut intégré au banat de Bosnie, puis au royaume de Bosnie, restant sous l’autorité des souverains bosniens. En 1435, cette région était sous l'autorité du grand-duc de Bosnie Stefan Vukčić Kosača, au service du roi roi de Bosnie Tvrtko II. C'est d'après son titre de duc (herzog en allemand) que cette région fut nommée Herzégovine. Avec l’invasion ottomane au XVe siècle, la péninsule balkanique fut intégrée à l’Empire ottoman pour les quatre siècles suivants. Le territoire de l’actuelle Bosnie-Herzégovine et du Sandjak de Novipazar forma le Pachalik de Bosnie (1580-1867), puis le Vilayet de Bosnie (1867-1908).

## Souverains de Zachlumie
- Michel de Zachlumie (Mihajlo Višević), independant prince de Zachlumie  910-940
- Ljutovid de Zachlumie, prince de Zachlumie (Hum) 1039–1054
- Vojislav de Dioclée, prince de Duklja 1018-1043
- Desa  et Uroš II Primslav princes de Duklja, Travunija, Zachlumie et Rascie régnaient conjointement sur Zachlumie 1149-1162
- Miroslav, prince de Zachlumie 1162-1190
- Stefan Ier Nemanjić roi de Serbie, 1190 – 1192
- André II le Hiérosolomitain, roi de Hongrie prince de Dalmatie, de Croatie et de Hum 1198-1199
- Toljen Mirosavljević, prince serbe de  Hum 1192-1196
- Petar  Mirosavljević, duc de Zachlumie 1198-1227
- Andrija, prince de Zachlumie (Hum)  1216-1239
- Radoslav Mirosavljević, prince de Zachlumie (Hum) 1249-1252
- Radoslav de Zachlumie, 1252-1268
- Paul Ier Šubić, ban de Bosnie 1299-1302
- Mladen Ier Šubić, ban de Bosnie 1302-1304
- Mladen II Šubić, ban de Bosnie 1304-1322
- Stjepan II Kotromanić, le ban de Bosnie 1322-1353
- Stefan Tvrtko Ier de Bosnie, roi de Bosnie 1353-1391
- Stjepan Dabiša, roi de Bosnie 1391-1395
- Jelena Gruba, reine de Bosnie 1395-1398
- Étienne-Ostoïa, roi de Bosnie 1398-1404 et 1409-1418
- Tvrtko II, roi de Bosnie 1404-1409
- Étienne-Ostoïa, roi de Bosnie 1409-1418
- Sandalj Hranić Kosača, grand duc de Hum 1418-1435
- Stefan Vukčić Kosača, duc de Bosnie et Hum 1435-1466